# Walther Benthin
Walther Benthin (* 18. Dezember 1882 in Köritz, Provinz Brandenburg; † 3. Dezember 1950 in Rheydt) war ein deutscher Gynäkologe und Hochschullehrer.

## Leben
Er war der Sohn eines Postsekretärs und dessen Ehefrau Martha. Nach dem Besuch des Humanistischen Gymnasiums in Wittstock (Dosse) studierte er Medizin an den Universitäten Berlin und Freiburg im Breisgau. Dort legte er 1905 das Physicum ab. Im gleichen Jahr meldete er sich als Einjährigfreiwilliger. Diesen Militärdienst leistete er in Kiel im Infanterie-Regiment 85 ab.
Im Dezember 1907 legte er das Staatsexamen in Kiel ab und leistete praktische Jahre an der Heilstätte Moltkefels in Kiel, in Görlitz und in Heidenau (Sachsen). 1909 war er als sieben Monate als einjährig-freiwilliger Arzt in Berlin tätig, bevor er eine Anstellung im Pathologischen Institut des Rudolf-Virchow-Krankenhauses erhielt, wo er bis 1911 tätig war. Danach wechselte er als Assistent an die Frauenklinik nach Frankfurt am Main. Im April 1912 folgte er den Ruf an die Universitäts-Frauenklinik nach Königsberg, wo er 1918 zum Oberarzt ernannt wurde, nachdem er seit 1914 am Ersten Weltkrieg, zuletzt als Stabsarzt, teilgenommen hatte. 1924/25 amtierte Walther Benthin als kommissarischer Leiter der Königsberger Universitäts-Frauenklinik. Danach wurde er leitender Arzt der Abteilung für Frauenkrankheiten und Geburtshilfe des Städtischen Krankenhauses Königsberg i. Pr.
1913 habilitierte er sich an der Universität Königsberg und war später außerordentlicher Professor an dieser Universität.
Er lebte in Königsberg, Wallenrodstraße 22. Nachdem er diese Stadt gegen Ende des Zweiten Weltkrieges verlassen musste, lebte er in Rheydt im Rheinland, wo er 1950 kurz vor seinem 68. Geburtstag starb.

## Schriften (Auswahl)
- Indikationsstellung bei entzündlichen Genitalerkrankungen und bei Peritonitis. Urban & Schwarzenberg, Berlin, Wien 1926.
- Indikationen für die operative Behandlung der Frauenkrankheiten. Urban & Schwarzenberg, Berlin, Wien 1927.
- Diagnose und Differentialdiagnose der Frauenkrankheiten. Urban & Schwarzenberg, Berlin, Wien 1930.
- Georg Winter. Zum 80. Geburtstag. München 1936.
- Therapie der Fraunheilkunde. Urban & Schwarzenberg, Berlin, Wien 1947.